# Szczercowska Wieś (gromada)
Szczercowska Wieś – dawna gromada, czyli najmniejsza jednostka podziału terytorialnego Polskiej Rzeczypospolitej Ludowej w latach 1954–1972.
Gromady, z gromadzkimi radami narodowymi (GRN) jako organami władzy najniższego stopnia na wsi, funkcjonowały od reformy reorganizującej administrację wiejską przeprowadzonej jesienią 1954 do momentu ich zniesienia z dniem 1 stycznia 1973, tym samym wypierając organizację gminną w latach 1954–1972.
Gromadę Szczercowska Wieś siedzibą GRN w Szczercowskiej Wsi utworzono – jako jedną z 8759 gromad na obszarze Polski – w powiecie łaskim w woj. łódzkim, na mocy uchwały nr 31/54 WRN w Łodzi z dnia 4 października 1954. W skład jednostki weszły obszary dotychczasowych gromad Dubie, Szczercowska Wieś i Rudzisko ze zniesionej gminy Szczerców w tymże powiecie. Dla gromady ustalono 11 członków gromadzkiej rady narodowej.
Gromadę zniesiono 1 stycznia 1958, a jej obszar włączono do gromad: Restarzew Cmentarny (wieś Dubie, kolonia Dubie i kolonia Piecówka) i Szczerców (wieś Szczercowska Wieś, kolonia Szczercowska Wieś, wieś Rudzisko i osada młyńska Rudzisko).